# Canim Beach Park
Canim Beach Park är en park i Kanada.   Den ligger i provinsen British Columbia, i den centrala delen av landet, 3 300 km väster om huvudstaden Ottawa. Canim Beach Park ligger 769 meter över havet.
Terrängen runt Canim Beach Park är huvudsakligen kuperad. Canim Beach Park ligger nere i en dal. Trakten runt Canim Beach Park är nära nog obefolkad, med mindre än två invånare per kvadratkilometer.. 
I omgivningarna runt Canim Beach Park växer i huvudsak barrskog.